# Dysplasi
Ordet Dysplasi kommer fra græsk og er sammensat af dys (abnorm) og plasis (formering). Det er en celleforandring med øget celleproliferation og ufuldstændig differentiering. Dysplasi kan i nogle tilfælde udvikles til karcinom og omtales derfor som premaligne forandringer og forstadiet til kræft.
Når man skal vurdere om epitheliale celler er dysplastiske, ser patologen bl.a. på følgende kriterier: øget kerne-/cytoplasma-ratio, kerneatypi, kernepleomorfi (om der er variationer cellekernerne imellem mht. kernestørrelse/-form), polymorfi (om der er forskel cellekernerne imellem mht. forgrovet kernestruktur), øget antal mitoser etc.

## Eksterne kilder og henvisninger
- www.cancer.dk Arkiveret 19. juni 2009 hos  Wayback Machine